# Ǧ
Ǧ (hoofdletter) of ǧ (kleine letter) (g-haček) is een letter die wordt gebruikt in het Romani, het Skolt-Samisch, en het Lakota. De letter wordt tevens gebruikt in de romanisatie van het Pasjtoe, en het Perzisch; dit was ook het geval voor het Azerbeidzjaans toen het nog werd geschreven in het Arabische alfabet. In het Berber-Latijns alfabet wordt de letter gebruikt voor de غ "gain". De letter werd gebruikt in het Tsjechisch en het Slowaaks tot het midden van de 19e eeuw voor de medeklinker /g/, omdat de letter 'g' werd gebruikt voor de /j/.

## Gebruik
| Taal/Talen                        | Uitspraakbeschrijving                 | IPA-symbool |
| --------------------------------- | ------------------------------------- | ----------- |
| Romani, Skolt-Samisch             | stemhebbende palatale affricaat       | /ɟ͡ʝ/        |
| Pasjtoe, Perzisch, Azerbeidzjaans | Stemhebbende velaire fricatief        | /ɣ/         |
| Lakota                            | Stemhebbende uvulaire fricatief       | /ʁ/         |
| Berbertalen                       | Stemhebbende postalveolaire affricaat | /d͡ʒ/        |

## DIN
In de DIN 31635 (Deutsches Institut für Normung), een standaard voor de romanisatie van het Arabische alfabet naar het Latijnse alfabet, wordt de letter gebruikt voor de ǧīm /ج/.

## Unicode
In Unicode heeft Ǧ de code 486 ( hexadecimaal 01E6) en ǧ de code 487 (hexadecimaal 01E7).